# Alue Buloh (Birem Bayeun)
Alue Buloh is een bestuurslaag in het regentschap Aceh Timur van de provincie Atjeh, Indonesië. Alue Buloh telt 652 inwoners (volkstelling 2010).